# زیردریایی پلونژر
زیردریایی پلونژر (به انگلیسی: French submarine Plongeur) یک زیردریایی است که طول آن 43 m (140 ft) می‌باشد. این زیردریایی  در سال ۱۸۶۳ ساخته شد.